# Grāveri
Grāveri is een plaats in het zuidoosten van Letland. Ten oosten van de plaats ligt het merengebied Jazinks.
Sinds de herindeling van 2009 valt de plaats onder de gemeente Aglona.

## Landgemeente
Tot juli 2009 was Grāveri een landgemeente (Grāveru pagasts) in het district Krāslava. De landgemeente telt 652 inwoners. Tot de landgemeente behoorden de volgende nederzettingen:
| - Akmenīca - Apšenieki - Belogrudova - Grabavščizna - Grāveri - Kļišova - Kovaļova - Kropiški - Lipski - Luņi - Mateļi - Melenki | - Mickeviči - Ostrovs - Pīzāni - Raģeļi - Raginski - Sakova - Savicki - Sloboda - Spaļbi - Timofejevka - Trūpi - Voveri |